# Campeonato Sudamericano de Voleibol Masculino Sub-21 de 2018
El XXIV Campeonato Sudamericano de Voleibol Masculino Sub-21 de 2018 es un torneo de selecciones sudamericanas de jugadores de hasta 21 años que se llevó a cabo en San Carlos de Bariloche (Argentina), del 23 al 27 de octubre de 2018. El torneo es organizado por la Federación Rionegrina de Vóley y el Gobierno de Río Negro. La fiscalización del certamen estará a cargo de la Confederación Sudamericana de Voleibol (CSV) y otorgó dos cupos para el Campeonato Mundial de Voleibol Masculino Sub-21 de 2019.

## Organización

### País anfitrión y ciudad sede
| San Carlos de Bariloche San Carlos de Bariloche, sede del Campeonato Sudamericano de Voleibol Masculino Sub-21 de 2018. | Río Negro                |
| --- | ------------------------ |
| San Carlos de Bariloche San Carlos de Bariloche, sede del Campeonato Sudamericano de Voleibol Masculino Sub-21 de 2018. | Estadio Pedro Estremador |
| San Carlos de Bariloche San Carlos de Bariloche, sede del Campeonato Sudamericano de Voleibol Masculino Sub-21 de 2018. | Capacidad: 2200          |
| San Carlos de Bariloche San Carlos de Bariloche, sede del Campeonato Sudamericano de Voleibol Masculino Sub-21 de 2018. |                          |

En diciembre de 2017 Argentina fue anunciado como el país anfitrión del torneo en el calendario de competencias para 2018 de la Confederación Sudamericana de Voleibol. San Carlos de Bariloche fue confirmada como ciudad sede en julio de 2018.
Esta es la quinta ocasión que Argentina acoge el sudamericano sub-21 y es la segunda vez que San Carlos de Bariloche sirve como ciudad sede luego de lo hecho en la edición de 2016.

#### Recinto
Todos los partidos se desarrollaron en el coliseo cubierto del Estadio Pedro Estremador ubicado en San Carlos de Bariloche.

### Formato de competición
El torneo se desarrolla dividido en dos fases: fase preliminar y fase final.
En la fase preliminar las 6 selecciones participantes fueron repartidas en dos grupos de 3 equipos, en cada grupo se jugó con un sistema de todos contra todos y los equipos fueron clasificados de acuerdo a los siguientes criterios:
1. Mayor número de partidos ganados.
2. Mayor número de puntos obtenidos, los cuales son otorgados de la siguiente manera:
  - Partido con resultado final 3-0 o 3-1: 3 puntos al ganador y 0 puntos al perdedor.
  - Partido con resultado final 3-2: 2 puntos al ganador y 1 punto al perdedor.
3. Proporción entre los sets ganados y los sets perdidos (Sets ratio).
4. Proporción entre los puntos ganados y los puntos perdidos (Puntos ratio).
5. Si el empate persiste entre dos equipos se le da prioridad al equipo que haya ganado el último partido entre los equipos implicados.
6. Si el empate persiste entre tres equipos o más se realiza una nueva clasificación solo tomando en cuenta los partidos entre los equipos involucrados.

## Equipos participantes
De manera referencial se indica entre paréntesis el puesto de cada selección en el ranking FIVB de la categoría vigente al momento del inicio del campeonato.
- Argentina (2) (local)
- Brasil (4)
- Colombia (18)
- Chile (20)
- Perú (22)
- Paraguay (66)

## Resultados
- Las horas indicadas corresponden al huso horario local de la Argentina: UTC-3.

### Fase de grupos
– Clasificados a las semifinales.      – Pasan a disputar la clasificación del 5.° y 6.° puesto.

#### Grupo A
| Pos. | Equipo | Partidos | Partidos | Partidos | Pts. | Sets | Sets | Sets  | Puntos | Puntos | Puntos |
| Pos. | Equipo | PJ       | PG       | PP       | Pts. | SG   | SP   | Ratio | PG     | PP     | Ratio  |
| ---- | ------ | -------- | -------- | -------- | ---- | ---- | ---- | ----- | ------ | ------ | ------ |
| 1    | Brasil | 2        | 2        | 0        | 6    | 6    | 1    | 6.000 | 175    | 106    | 1.651  |
| 2    | Chile  | 2        | 1        | 1        | 3    | 4    | 3    | 1.333 | 145    | 146    | 0.993  |
| 3    | Perú   | 2        | 0        | 2        | 0    | 0    | 6    | 0.000 | 82     | 150    | 0.546  |

| Fecha¹        | Hora  | Equipo 1 | Res.  | Equipo 2 | Set 1 | Set 2 | Set 3 | Set 4 | Set 5 | Total    | Reporte |
| ------------- | ----- | -------- | ----- | -------- | ----- | ----- | ----- | ----- | ----- | -------- | ------- |
| 23 de octubre | 17:00 | Chile    | 3 – 0 | Perú     | 25-21 | 25-15 | 25-10 |       |       | 75 – 46  | Reporte |
| 24 de octubre | 17:00 | Brasil   | 3 – 0 | Perú     | 25-13 | 25-13 | 25-13 |       |       | 75 – 39  | Reporte |
| 25 de octubre | 17:30 | Brasil   | 3 – 1 | Chile    | 25-27 | 25-14 | 25-13 | 25-16 |       | 100 – 70 | Reporte |

#### Grupo B
| Pos. | Equipo    | Partidos | Partidos | Partidos | Pts. | Sets | Sets | Sets  | Puntos | Puntos | Puntos |
| Pos. | Equipo    | PJ       | PG       | PP       | Pts. | SG   | SP   | Ratio | PG     | PP     | Ratio  |
| ---- | --------- | -------- | -------- | -------- | ---- | ---- | ---- | ----- | ------ | ------ | ------ |
| 1    | Argentina | 2        | 2        | 0        | 6    | 6    | 0    | MAX   | 154    | 109    | 1.413  |
| 2    | Colombia  | 2        | 1        | 1        | 3    | 3    | 4    | 0.750 | 163    | 145    | 1.124  |
| 3    | Paraguay  | 2        | 0        | 2        | 0    | 1    | 6    | 0.166 | 111    | 174    | 0.637  |

| Fecha¹        | Hora  | Equipo 1  | Res.  | Equipo 2 | Set 1 | Set 2 | Set 3 | Set 4 | Set 5 | Total   | Reporte |
| ------------- | ----- | --------- | ----- | -------- | ----- | ----- | ----- | ----- | ----- | ------- | ------- |
| 23 de octubre | 20:00 | Argentina | 3 – 0 | Paraguay | 25-17 | 25-14 | 25-14 |       |       | 75 – 45 | Reporte |
| 24 de octubre | 20:00 | Colombia  | 3 – 1 | Paraguay | 25-12 | 24-26 | 25-14 | 25-14 |       | 99 – 66 | Reporte |
| 25 de octubre | 20:30 | Argentina | 3 – 0 | Colombia | 25-14 | 25-23 | 29-27 |       |       | 79 – 64 | Reporte |

### Fase final

#### Clasificación 5.º y 6.º puesto
Partido por el 5.º y 6.º puesto
| Fecha         | Hora  | Equipo 1 | Res.  | Equipo 2 | Set 1 | Set 2 | Set 3 | Set 4 | Set 5 | Total   | Reporte |
| ------------- | ----- | -------- | ----- | -------- | ----- | ----- | ----- | ----- | ----- | ------- | ------- |
| 26 de octubre | 15:00 | Perú     | 3 – 1 | Paraguay | 25-14 | 17-25 | 25-19 | 25-16 |       | 92 – 74 | Reporte |

#### Clasificación1.eral 4.º puesto
|  | Semifinales | Semifinales |   |          | Final                     | Final |  |
|  |             |             |   |          |                           |       |  |
|  |             |             |   |          |                           |       |  |
|  | Brasil      | 3           |   |          |                           |       |  |
|  | Colombia    | 0           |   |          |                           |       |  |
|  |             |             |   |          |                           |       |  |
|  |             |             |   |          |                           |       |  |
|  |             |             |   |          | Brasil                    | 3     |  |
|  |             | Argentina   | 1 |          |                           |       |  |
|  |             |             |   |          |                           |       |  |
|  |             |             |   |          |                           |       |  |
|  |             |             |   |          | Partido 3.er y 4.º puesto |       |  |
|  |             |             |   |          |                           |       |  |
|  | Argentina   | 3           |   | Colombia | 2                         |       |  |
|  | Chile       | 0           |   |          | Chile                     | 3     |  |

##### Semifinales
| Fecha         | Hora  | Equipo 1  | Res.  | Equipo 2 | Set 1 | Set 2 | Set 3 | Set 4 | Set 5 | Total   | Reporte |
| ------------- | ----- | --------- | ----- | -------- | ----- | ----- | ----- | ----- | ----- | ------- | ------- |
| 26 de octubre | 17:30 | Brasil    | 3 – 0 | Colombia | 25-21 | 25-19 | 25-14 |       |       | 75 – 54 | Reporte |
| 26 de octubre | 20:00 | Argentina | 3 – 0 | Chile    | 25-18 | 25-20 | 25-15 |       |       | 75 – 53 | Reporte |

##### Partido por el3.ery 4.º puesto
| Fecha         | Hora  | Equipo 1 | Res.  | Equipo 2 | Set 1 | Set 2 | Set 3 | Set 4 | Set 5 | Total     | Reporte |
| ------------- | ----- | -------- | ----- | -------- | ----- | ----- | ----- | ----- | ----- | --------- | ------- |
| 27 de octubre | 10:00 | Colombia | 2 – 3 | Chile    | 25-19 | 19-25 | 25-20 | 21-25 | 15-17 | 105 – 106 | Reporte |

##### Final
| Fecha         | Hora  | Equipo 1 | Res.  | Equipo 2  | Set 1 | Set 2 | Set 3 | Set 4 | Set 5 | Total    | Reporte |
| ------------- | ----- | -------- | ----- | --------- | ----- | ----- | ----- | ----- | ----- | -------- | ------- |
| 27 de octubre | 16:30 | Brasil   | 3 – 1 | Argentina | 28-26 | 25-27 | 25-21 | 25-20 |       | 103 – 94 | Reporte |

## Clasificación general
| Pos.              | Selección |
| ----------------- | --------- |
| Medalla de oro    | Brasil    |
| Medalla de plata  | Argentina |
| Medalla de bronce | Chile     |
| 4                 | Colombia  |
| 5                 | Perú      |
| 6                 | Paraguay  |

## Distinciones individuales
Al culminar la competición la organización del torneo entregó los siguientes premios individuales:
- Jugador más valioso (MVP)

 Aleksander Cardoso Victor
- mejor armador

 Rhendrick Resley
- Mejores puntas

 Federico Seia (primero)
 Vicente Ibarra (segundo)
- Mejores centrales

 Edson Souza (primero)
 Paulo Carraro (segundo)
- Mejor opuesto

 Welinton Oppenkoski
- Mejor líbero

 Santiago Arroyo

## Clasificados al Mundial Sub-21 de 2019
| Bandera de Brasil | Bandera de Argentina |
| Brasil            | Argentina            |
| ----------------- | -------------------- |